# Brymblia permixtella
Brymblia permixtella är en fjärilsart som beskrevs av Herrich-Schäffer 1855. Brymblia permixtella ingår i släktet Brymblia och familjen praktmalar, Oecophoridae. Inga underarter finns listade i Catalogue of Life.